# Hamzabeyli, Manisa
Hamzabeyli là một thị trấn thuộc huyện Manisa, tỉnh Manisa, Thổ Nhĩ Kỳ. Dân số thời điểm năm 2011 là 824 người.